# Lago Baljash
El lago Baljash o Balkash (en kazajo: Балқаш Көлі, Balqash Köli; en ruso: Озеро Балхаш, Ozero Balkhash) es un gran lago endorreico que ocupa una depresión cerrada en la zona sudoriental de Kazajistán, y que forma parte de la vasta cuenca endorreica del Asia Central que incluye entre otros al mar Caspio y al mar de Aral. Con una superficie de 16 996 km², es uno de los lagos más grandes de Asia y el 12.º lago continental más grande del mundo. Su altura media es de 320 metros sobre el nivel del mar y drena una amplia cuenca de 413 000 km², similar en extensión a países como Suecia, Uzbekistán, Marruecos, Irak o Paraguay.
En el lago desaguan siete ríos, siendo el principal el río Ili, que proporciona la mayor parte de agua ribereña, mientras que otros, como el río Karatal, proporcionan agua tanto en superficie como aportando flujo subsuperficial. El Ili se alimenta de la precipitación (en gran parte el deshielo de primavera) de las montañas de China, en la región de Xinjiang. Los otros ríos, de menor caudal, son el Lepsa, el Aksu, el Byan, el Kapal y el Koksu.
De forma similar a como sucede en el mar de Aral, el lago está disminuyendo a causa del uso extensivo que se hace del agua procedente de los ríos que le alimentan. El lago está dividido casi en dos por una península, que deja dos sectores: la zona occidental de agua dulce, y la oriental de agua salada. La profundidad media del lago es de 5,8 m, y la máxima es de 25,6 m.
La ciudad más grande de la zona del lago se llama también Baljash y tiene unos 66 000 habitantes. Las principales actividades industriales en la zona son la minería, el procesamiento de minerales y la pesca. El lago permanece helado desde finales de noviembre a principios de primavera.

## Historia y denominación

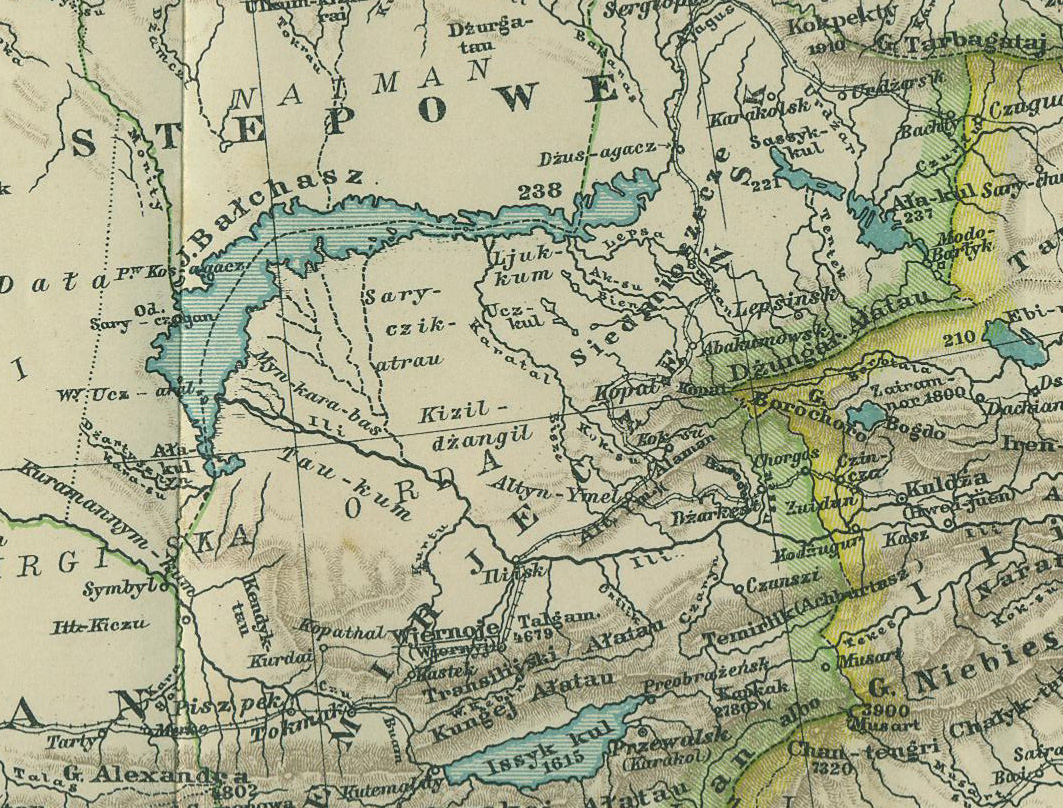
Una parte del mapa de Rusia de Asia Central (1903), centrada alrededor del Lago Baljash.

El nombre actual del lago proviene de la palabra «balkas» —en tártaro, kazajo y en idiomas del Altái Meridional— que significa «pantano de cañas».
Ya desde al menos el año 103 a. C. y hasta el siglo VIII, el lago fue conocido por los chinos como Pu-Ku o Bu-Ku. A partir del siglo VIII, las tierras al sur del lago, entre este y las montañas de Tian Shan, eran conocidas como la región de los «Siete Ríos» (Jetisu, en turco, y semirechye , en ruso), una región en la que los pueblos nómadas túrquicos y mongoles de la estepa se mezclaban con las culturas de los pueblos ya asentados del Asia Central.
Durante la etapa de gobierno de la dinastía Qing (1644-1911), el lago fue la frontera más noroccidental del imperio chino. Sin embargo, en 1864, el lago y sus alrededores fueron cedidos al Imperio ruso mediante un tratado desigual. Con la disolución de la Unión Soviética en 1991, el lago pasó a formar parte de República de Kazajistán.

## Origen del lago

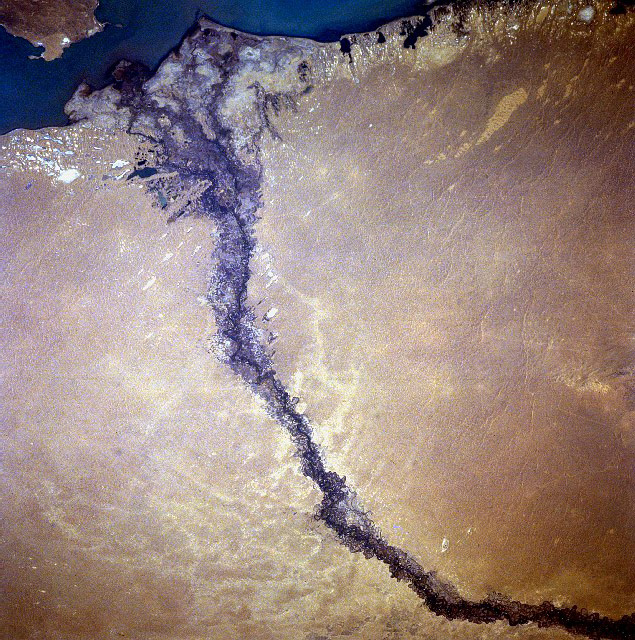
Imagen satelital del delta del río Karatal.

El lago Baljash se encuentra en la parte más profunda de la vasta depresión Balkhash-Alakol, que se formó por el deslizamiento a través de la placa de Turan en el período Neógeno-Cuaternario y que, posteriormente, se llenó de arena de los sedimentos aluviales. La cuenca es una parte de la cadena montañosa Dzungarian Alatau, en la que también están el lago Sasykkol (600 km²), el lago Alakol (2650 km²) y el lago Aibi (1070 km²). Estos lagos son remanentes de un antiguo mar que cubría toda la depresión Balkhash-Alakol, pero que no estaba conectado con la depresión aralo-cáspica.

## Geografía
El lago Baljash tiene una superficie de unos 16 400 km² (2000), por lo que es el lago más grande que se encuentra íntegramente en el territorio de Kazajistán. Se eleva a unos 340 m sobre el nivel del mar y tiene una forma parecida a la de una media luna en cuarto creciente. Su longitud es de unos 600 km y el ancho varía desde 9–19 km en la parte oriental, hasta los 74 km en la parte occidental. La península de Saryesik, localizada cerca de la mitad del lago, divide hidrográficamente el lago en dos partes muy diferentes: la occidental, que comprende el 58% del total del lago y el 46% de su volumen, es relativamente poco profunda, tranquila y está llena de agua dulce; y la oriental, que es mucho más profunda y más salada. Ambas partes están conectadas por el estrecho de Uzynaral (en kazajo: Ұзынарал, que significa 'isla grande'), que tiene 3,5 km de ancho y unos 6 m de profundidad.
|  | Los números señalan los accidentes geográficos más destacados: 1. Península de Saryesik y estrecho de Uzynaral, que separan el lago en dos partes, 2. Península de Baygabyl 3. Península de Balai 4. Península de Shaukar 5. Península de Kentubek 6. Islas de Basaran y Ortaaral 7. Isla de Tasaral 8. Bahía de Shempek 9. Bahía de Saryshagan |

El lago incluye varias cuencas más pequeñas. En la parte occidental, hay dos depresiones de 7–11 metros de profundidad: una de ellas se extiende desde la costa occidental (cerca de la isla de Tasaral) hasta el cabo de Korzhyntubek, mientras que la segunda se encuentra al sur del golfo de Bertys, que es la parte más profunda del Balkhash occidental. La profundidad media de la cuenca oriental es de 16 m y la profundidad máxima de la parte oriental (y del lago) es de 25,6 m. La profundidad media del lago es de 5,8 m, y el volumen total de agua es de unos 112 km³.
Las costas septentrional y occidental del lago son altas (20-30 m) y rocosas; están compuestas de rocas paleozóicas como el pórfido, la toba, el granito, los esquistos y la piedra caliza y conservan trrazas de antiguas terrazas. La costa meridional, cerca del golfo Karashagan y del delta del río Ili, es baja (1-2 m) y arenosa y a menudo se inunda, por lo que hay numerosas piscinas de agua. Hay también colinas ocasionales, con una altura de 5–10 m. La costa es muy curvada y está cortada por numerosas bahías y calas. Las grandes bahías de la parte occidental son las de Saryshagan, Kashkanteniz, Karakamys, Shempek (el extremo sur del lago) y Balakashkan Ahmetsu; y las de la parte oriental las de Guzkol, Balyktykol, Kukuna y Karashigan. La parte oriental también incluye las penínsulas de Baygabyl, Balay, Shaukar, Kentubek y Korzhintobe.
En el lago hay 43 islas con el área total de 66 km², aunque se están formando nuevas islas debido a la reducción del nivel del agua, y el área de las existentes va en aumento. Las islas más destacadas de la parte occidental son Basaran y Tasaral (la mayor), así como Ortaaral, Ayakaral y Olzhabekaral; las de la parte oriental son las islas de Ozynaral, Ultarakty, Korzhyn y Algazy.

## Alimentación del lago y nivel del agua
| Ingreso total de 22,51 km³: - agua superficial – 18,51 km³ - agua subterránea – 0,9 km³ - sedimentos y hielo – 3,1 km³ Pérdidas totales de 24,58 km³ - evaporación – 16.13 km³ - delta Ili – 4.22 km³ - formación de hielo – 0.749 km³ - uso residencial y servicios comunes – 0.24 km³ - industria – 0.22 km³ - agricultura – 3.24 km³ - pesquerías – 0.027 km³ |

La cuenca Baljash-Alakol cubre un área de 512 000 km², y la escorrentía media de aguas superficiales es 27,76 km³/año, de los que 11,5 km³ proceden de territorio chino. El área de drenaje del lago es de unos 413 000 km², con un 15% perteneciente a la región noroccidental de Xinjiang, en China, y una pequeña parte en Kirguistán. El lago supone el 86% de la entrada de agua de la cuenca Baljash-Alakol y el río Ili le aporta el 73-80% del total del agua en el lago, con un volumen total, según las fuentes, de 12,3 km³/año o de 23 km³/año. El río Ili se origina en las montañas de Tian Shan y se alimenta principalmente por los glaciares, lo que da lugar a variaciones diarias y estacionales de su caudal con un fuerte incremento durante la temporada de derretimiento de los glaciares en junio-julio. El río forma un extenso delta que cubre un área de 8000 km² y sirve como un acumulador, suministrando agua al lago en años de sequía.
La parte oriental del lago es alimentada por los ríos Karatal, Aksu y Lepsa, así como por aguas subterráneas. El río Karatal se origina en las laderas de las montañas Dzungarian Alatau y es la segunda fuente de agua mayor del lago. El río Ayaguz, que alimentaba la parte oriental del lago hasta 1950, apenas lo alcanza hoy en día. La diferencia anual en el flujo en las partes occidental y oriental del lago es de 1,15 km³.
El área y el volumen del lago varían debido a las fluctuaciones del nivel del agua, tanto a largo como a corto plazo. Las fluctuaciones a largo plazo tuvieron una amplitud de 12-14 m, que fue mínima entre los siglos V y X, y máxima, entre los siglos XIII y XVIII. A comienzos del siglo XX, y entre 1958 y 1969, el área del lago aumentó a ~18.000 km², y durante las sequías, por ejemplo, a finales de la década de 1900, y en las década de 1930 y 1940, el lago se redujo a ~16 000 km², con unas variaciones del nivel de agua de cerca de 3 m. En 1946, el área era de 15 730 km² y el volumen de 82,7 km³. Desde finales de la década de 1900, el lago está disminuyendo debido a la desviación de los ríos que lo abastecen, como por ejemplo, la construcción en 190 de la central hidroeléctrica de Kapshagay en el río Ili. El llenado del embalse de Kapshagay descompensó el lago Baljash, causando el deterioro de la calidad del agua, especialmente en su parte oriental . Entre 1970 y 1987, el nivel del agua se redujo en 2,2 m, el volumen se vio reducido en 30 km³ y la salinidad de la parte occidental fue en aumento. Se propusieron varios proyectos para frenar los cambios aguas abajo del embalse, como por ejemplo, dividir el lago en dos con una presa, pero fueron cancelados debido al declive económico de la Unión Soviética.
El nivel mínimo de agua en el lago se registró en 1987 (340,65 m sobre el nivel del mar), cuando se terminó el llenado del embalse de Kapshagay. El nivel del lago se recuperó y llegó a los 342,5 m en enero de 2005, lo que se atribuyó al gran volumen de las precipitaciones a finales de la década de los años 1990.

### Composición del agua
El lago Baljash es un lago semi-salino, y la composición química de sus aguas depende en gran medida de las características hidrográficas del embalse. El agua en la parte occidental es casi nueva, con un contenido de sólidos disueltos total de unos 0,74 g/l, y turbia (visibilidad de 1 m); se utiliza para beber y en la industria. El agua en la parte oriental es más transparente (visibilidad de 5,5 m) y salina, con una concentración media de sal de 3,5-6 g/l. La salinidad media del lago es de 2,94 g/l. A largo plazo (1931-70) el promedio de precipitación de sales en el lago fue de 7,53 millones de toneladas y las reservas de sales disueltas en el lago son de cerca de 312 millones de toneladas.
El agua en la parte occidental tiene un tinte de color amarillo-gris, y, en la parte oriental, el color varía desde el azul al esmeralda-azul.

## Clima
El clima de la región del lago es de tipo continental. La temperatura media es de unos 30 °C en julio y de -14 °C en enero. La precipitación media es de 131 mm/año y la humedad relativa es de alrededor del 60%. El viento, el clima seco y las elevadas temperaturas de verano provocan una alta tasa de evaporación, unos 950 mm en años fríos y hasta 1200 mm en años secos. El viento tiene una velocidad media de 4,5-4,8 m/s, y sopla principalmente hacia el sur en la parte oeste y al suroeste en la parte oriental. El viento provoca olas de hasta 3,5 m de altura y corrientes constantes hacia la derecha en la parte occidental.
Hay de 110 a 130 días de sol al año, con un promedio de irradiancia de 15,9 MJ /m² por día. La temperatura del agua en la superficie del lago varía de 0 °C, en diciembre, a 28 °C en julio. La temperatura media anual es de 10 °C en la parte occidental y de 9 °C en la parte oriental. El lago se congela todos los años entre noviembre y principios de abril, y el deshielo tiene un retraso de unos 10-15 días en la parte oriental.
| Parámetros climáticos promedio de Lago Baljash (1991-2020) | Parámetros climáticos promedio de Lago Baljash (1991-2020) | Parámetros climáticos promedio de Lago Baljash (1991-2020) | Parámetros climáticos promedio de Lago Baljash (1991-2020) | Parámetros climáticos promedio de Lago Baljash (1991-2020) | Parámetros climáticos promedio de Lago Baljash (1991-2020) | Parámetros climáticos promedio de Lago Baljash (1991-2020) | Parámetros climáticos promedio de Lago Baljash (1991-2020) | Parámetros climáticos promedio de Lago Baljash (1991-2020) | Parámetros climáticos promedio de Lago Baljash (1991-2020) | Parámetros climáticos promedio de Lago Baljash (1991-2020) | Parámetros climáticos promedio de Lago Baljash (1991-2020) | Parámetros climáticos promedio de Lago Baljash (1991-2020) | Parámetros climáticos promedio de Lago Baljash (1991-2020) |
| Mes                                                        | Ene.                                                       | Feb.                                                       | Mar.                                                       | Abr.                                                       | May.                                                       | Jun.                                                       | Jul.                                                       | Ago.                                                       | Sep.                                                       | Oct.                                                       | Nov.                                                       | Dic.                                                       | Anual                                                      |
| ---------------------------------------------------------- | ---------------------------------------------------------- | ---------------------------------------------------------- | ---------------------------------------------------------- | ---------------------------------------------------------- | ---------------------------------------------------------- | ---------------------------------------------------------- | ---------------------------------------------------------- | ---------------------------------------------------------- | ---------------------------------------------------------- | ---------------------------------------------------------- | ---------------------------------------------------------- | ---------------------------------------------------------- | ---------------------------------------------------------- |
| Temp. máx. abs. (°C)                                       | 3.9                                                        | 6.1                                                        | 24.5                                                       | 32.5                                                       | 36.5                                                       | 37.6                                                       | 40.9                                                       | 39.5                                                       | 37.6                                                       | 27.2                                                       | 17.4                                                       | 7.5                                                        | 40.9                                                       |
| Temp. máx. media (°C)                                      | -9.0                                                       | -6.4                                                       | 2.7                                                        | 14.7                                                       | 22.1                                                       | 27.8                                                       | 29.3                                                       | 28.1                                                       | 21.5                                                       | 13.2                                                       | 2.8                                                        | -5.4                                                       | 11.8                                                       |
| Temp. media (°C)                                           | -13.6                                                      | -11.6                                                      | -2.7                                                       | 9.0                                                        | 16.5                                                       | 22.5                                                       | 24.1                                                       | 22.5                                                       | 15.6                                                       | 7.5                                                        | -1.9                                                       | -9.9                                                       | 6.5                                                        |
| Temp. mín. media (°C)                                      | -17.9                                                      | -16.3                                                      | -7.2                                                       | 3.8                                                        | 10.6                                                       | 16.7                                                       | 18.4                                                       | 16.5                                                       | 9.4                                                        | 2.3                                                        | -5.9                                                       | -13.9                                                      | 1.4                                                        |
| Temp. mín. abs. (°C)                                       | -40.1                                                      | -40.2                                                      | -30.8                                                      | -14.2                                                      | -5.5                                                       | 3.9                                                        | 6.9                                                        | 3.7                                                        | -4.7                                                       | -15.0                                                      | -32.7                                                      | -41.2                                                      | -41.2                                                      |
| Precipitación total (mm)                                   | 14                                                         | 12                                                         | 13                                                         | 10                                                         | 14                                                         | 13                                                         | 15                                                         | 7                                                          | 3                                                          | 9                                                          | 17                                                         | 14                                                         | 141                                                        |
| Nevadas (cm)                                               | 9                                                          | 11                                                         | 5                                                          | 0                                                          | 0                                                          | 0                                                          | 0                                                          | 0                                                          | 0                                                          | 0                                                          | 1                                                          | 3                                                          | 29                                                         |
| Días de lluvias (≥ 1 mm)                                   | 2                                                          | 2                                                          | 5                                                          | 7                                                          | 9                                                          | 8                                                          | 9                                                          | 6                                                          | 4                                                          | 7                                                          | 7                                                          | 4                                                          | 70                                                         |
| Días de nevadas (≥ 1 mm)                                   | 15                                                         | 14                                                         | 7                                                          | 1                                                          | 0.1                                                        | 0                                                          | 0                                                          | 0                                                          | 0                                                          | 1                                                          | 8                                                          | 15                                                         | 61.1                                                       |
| Humedad relativa (%)                                       | 79                                                         | 78                                                         | 74                                                         | 56                                                         | 51                                                         | 46                                                         | 49                                                         | 47                                                         | 47                                                         | 60                                                         | 75                                                         | 79                                                         | 61.8                                                       |
| Fuente: Погода и климат                                    |                                                            |                                                            |                                                            |                                                            |                                                            |                                                            |                                                            |                                                            |                                                            |                                                            |                                                            |                                                            |                                                            |

| Profundidad                                               | Ene | Feb  | Mar | Abril | May  | Junio | Julio | Ago  | Sep  | Oct  | Nov | Dec |
| --------------------------------------------------------- | --- | ---- | --- | ----- | ---- | ----- | ----- | ---- | ---- | ---- | --- | --- |
| Parte oriental del lago                                   |     |      |     |       |      |       |       |      |      |      |     |     |
| 0                                                         | –   | –0,2 | 0,2 | –     | 13,9 | 19,0  | 23,4  | 23,2 | 17,2 | 11,4 | –   | –   |
| 10                                                        | –   | 1    | –   | –     | 10,8 | 16,7  | 21,7  | 22,8 | –    | –    | –   | –   |
| 20 (cerca del fondo)                                      | –   | 1,7  | 1,9 | –     | 8,9  | 13,7  | 14,6  | 19,7 | 17,1 | 11,5 | –   | –   |
| parte occidental del lago, cerca de la ciudad de Balkhash |     |      |     |       |      |       |       |      |      |      |     |     |
| 0                                                         | -   | 0,0  | 0,8 | 6,7   | 13,3 | 20,5  | 24,7  | 22,7 | 16,6 | 7,8  | 2,0 | –   |
| 3 (cerca del fondo)                                       | –   | 0,3  | 2,2 | 6,5   | 13,1 | 19,6  | 24,1  | 22,6 | 16,5 | 7,4  | 2,0 | –   |

## Flora y fauna

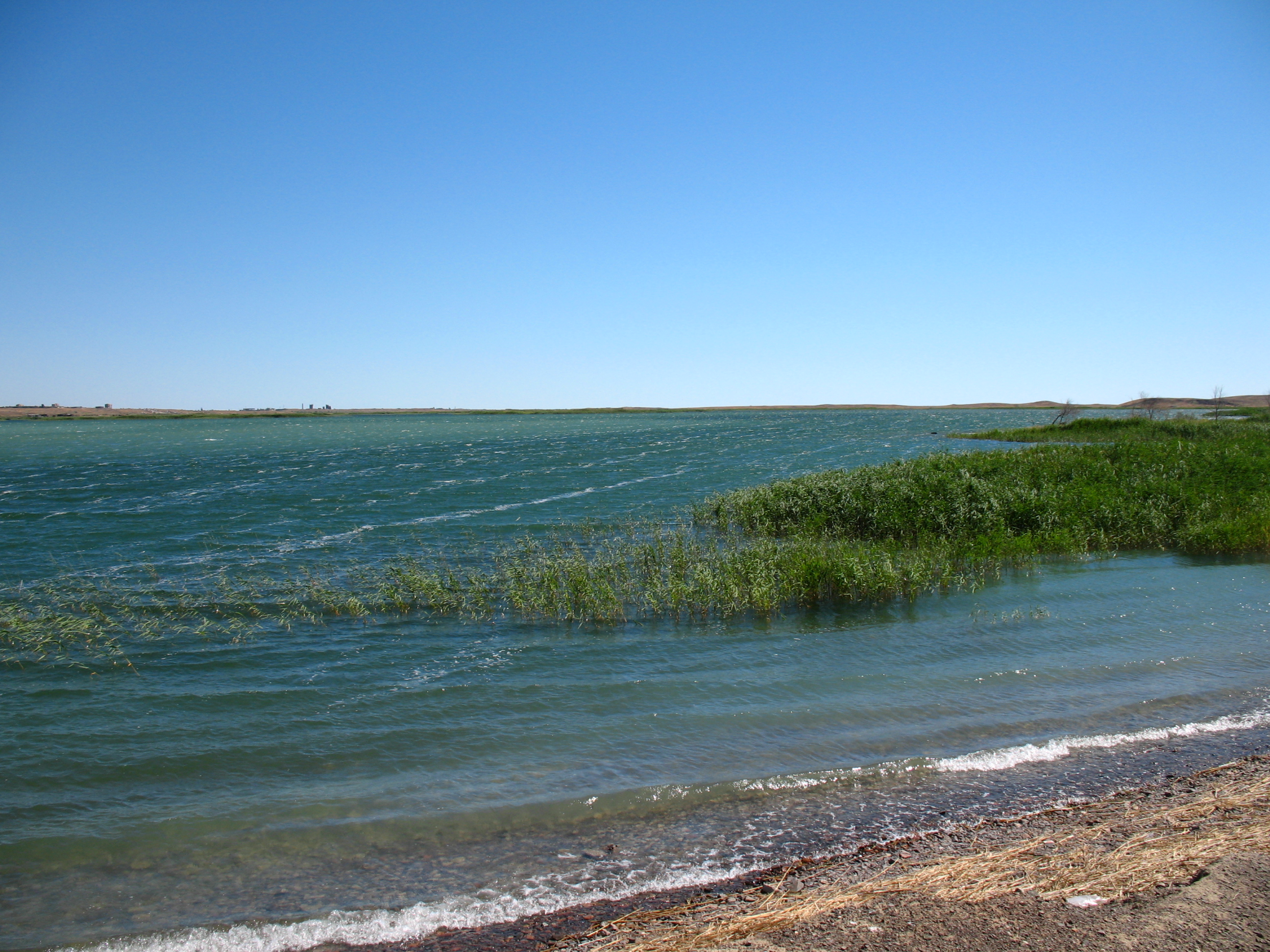
Costeras de caña.

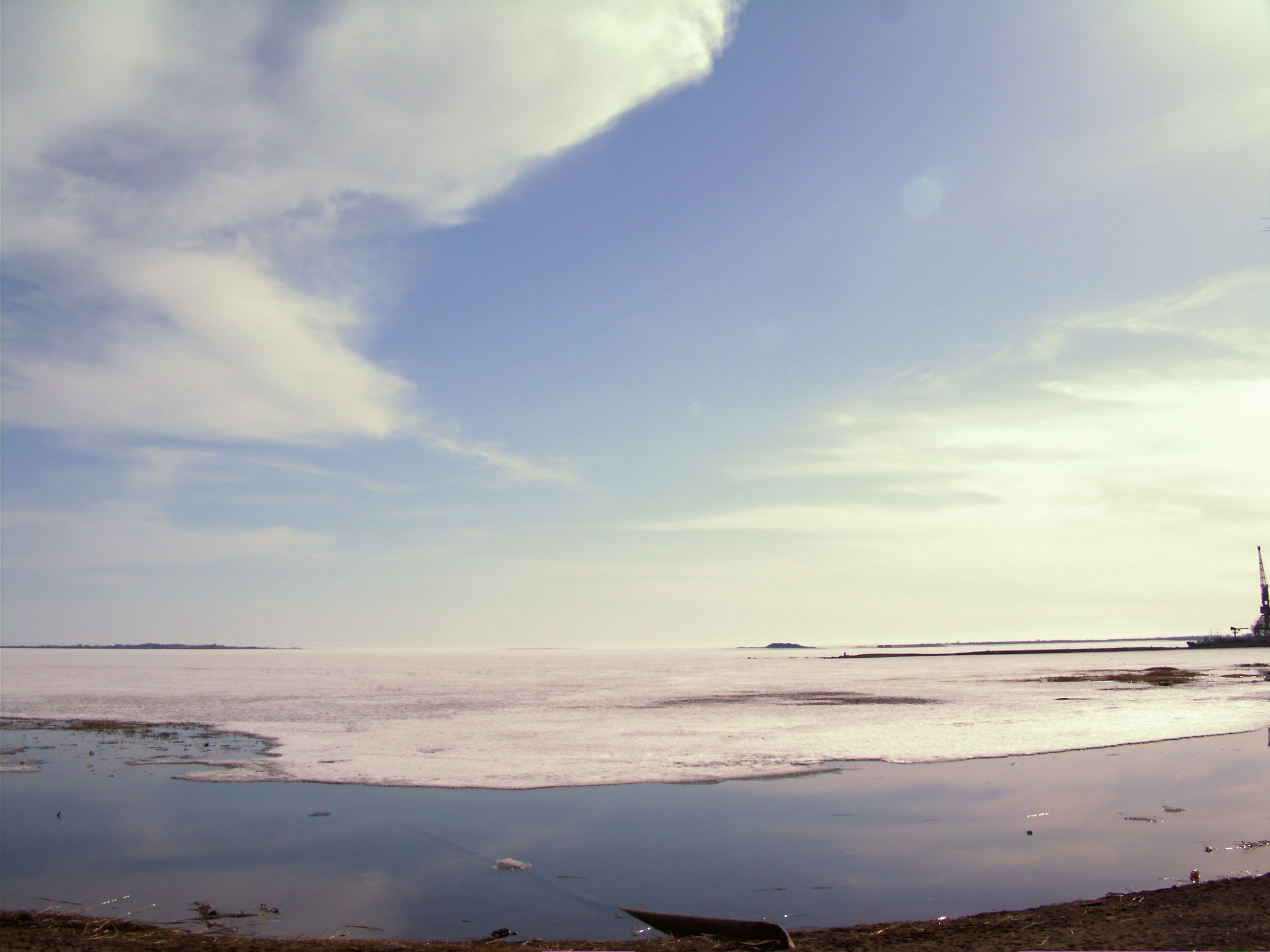
El lago Baljash en la primavera (2008).

En las orillas del lago hay ejemplares aislados de sauce y bosques ribereños, en su mayoría compuestos por varios tipos de populus. Las plantas que se presentan son phragmites (Phragmites australis), Typha angustata y varias especies de caña —Schoenoplectus littoralis, Schoenoplectus lacustris y la endémica Scirpus kasachstanicus. Bajo el agua crecen dos tipos de Myriophyllum — agujas (Myriophyllum spicatum) y espiral (Myriophyllum verticillatum); varios tipos de potamogeton — brillante (Potamogeton lucens), perfoliado (Potamogeton perfoliatus), kinky (Potamogeton crispus), hinojo (Potamogeton pectinatus) y Potamogeton macrocarpus, así como lenticularia común (Utricularia vulgaris), hornwort rígido (Ceratophyllum demersum) y dos tipos de najas. El fitoplancton, cuya concentración fue 1.127 g/l en 1985, está representada por numerosas especies de algas.
El lago solía tener una rica fauna, pero, desde 1970, la diversidad biológica comenzó a declinar debido al deterioro de la calidad del agua. Antes de eso, se observaron abundantes mariscos, crustáceos, chironomidae y oligoquetos, así como zooplancton (concentración de 1,87 g/l en 1985), sobre todo en la parte occidental. El lago aloja cerca de 20 especies de peces, seis de las cuales eran nativas –el Schizothorax del Ili (Schizothorax pseudoksaiensis) y el Schizothorax del Balkhash (Schizothorax argentatus), la perca del Balkhash (Perca schrenkii), el Nemachilus strauchi, el Nemachilus labiatus y la carpa del Balkhash (Phoxinus poljakowi). Otras especies de peces foráneos son carpa, barbo, dorada oriental (Abramis brama orientalis), barbo del Aral (Barbus brachycephalus), carpa siberiana, tenca, perca, bagre, diptychus, carpa prusiana y otros. La industria de la pesca se concentró en la carpa, la perca, el aspe y la dorada.
Las cañas, abundantes y densas en la parte sur del lago, especialmente en el delta del río Ili, sirvieron como refugio a las aves y animales. Los cambios en el nivel del agua llevaron a la degradación del delta — desde 1970, su área se redujo de 3.046 a 1.876 km², reduciendo los humedales y los bosques ribereños que eran habitados por aves y animales. El aprovechamiento de la tierra, la aplicación de plaguicidas, el sobrepastoreo y la deforestación también han contribuido a la disminución de la biodiversidad. De las 342 especies de vertebrados, 22 están en peligro de extinción y se enumeran en el Libro Rojo de Kazajistán. Los bosques del delta del Ili fueron habitados en su día por el raro (probablemente ahora extinto) tigre del Caspio y su presa, el jabalí. Alrededor de 1940, se introdujo la rata almizclera de Canadá en el delta del Ili, aclimatándose rápidamente y alimentándose de Typha. Fue profusamente capturada por su piel, hasta un millón de animales al año. Sin embargo, los recientes cambios en el nivel del agua destruyeron su hábitat, con lo que la industria de la piel llegó a su fin.
El lago Baljash es también el hábitat de 120 tipos de aves, incluyendo el cormorán, la cerceta pardilla, el faisán, el águila real y la garza real, 12 de ellas en peligro de extinción, incluyendo el pelícano blanco, el pelícano ceñudo, la espátula y el águila marina.

## Desarrollo económico y ciudades

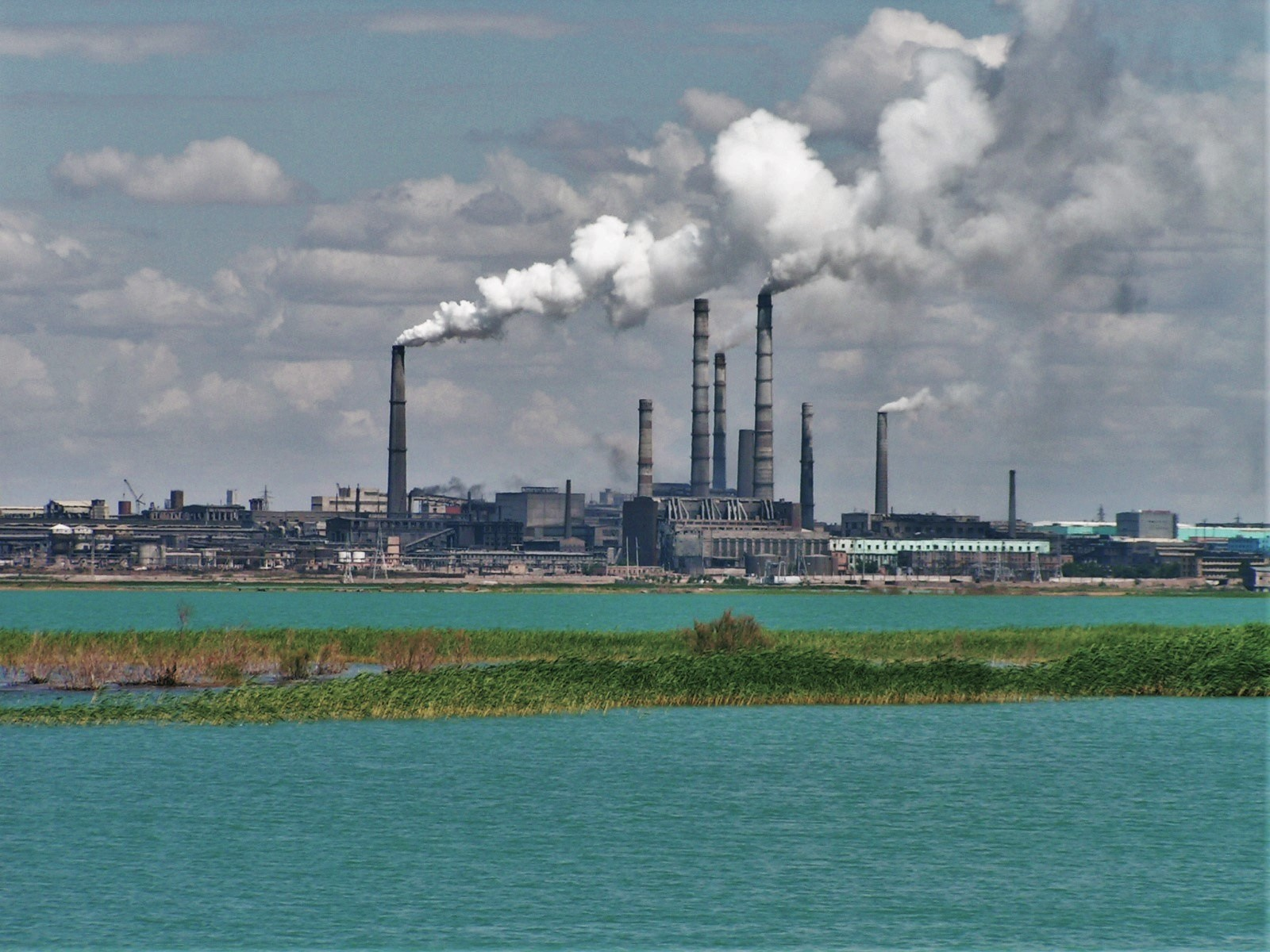
Una vista desde el lago de las minas Balkhash y de la planta metalúrgica.

En el año 2005, 3,3 millones de personas vivían en la cuenca del lago Baljash, incluyendo a los residentes de Almaty, la ciudad más grande de Kazajistán. La ciudad más grande en el lago es Balkhash con 66.724 habitantes (2010). Se encuentra en la costa norte y tiene una destacada minería y planta metalúrgica. Un gran yacimiento de cobre fue descubierto en la zona en 1928-30 y se desarrolla en las aldeas al norte del lago. Parte de la carretera entre Biskek y Karaganda corre a lo largo de la orilla occidental del lago. Esa costa occidental también alberga instalaciones militares construidas durante la era soviética, como varios sistemas de radar de advertencia de misiles. La orilla sur está casi despoblada y tiene solo unas pocas aldeas. La naturaleza y la vida silvestre del lago atraen a los turistas, y hay varias resorts en el lago.

### Pesca
La importancia económica del lago está sobre todo en su industria pesquera. La reproducción sistemática de peces se inició en 1930; la captura anual fue de 20.000 toneladas en 1952, se incrementó a 30 000 en la década de 1960 e incluyó hasta un 70% en especies valiosas. Sin embargo, en los años 1990 la producción cayó a 6,6 toneladas por año, con solo 49 toneladas de especies de valor. La disminución se atribuye a varios factores, incluyendo el cese de los programas de reproducción, a la caza furtiva y a la disminución en el nivel y calidad del agua.

### Proyectos de energía

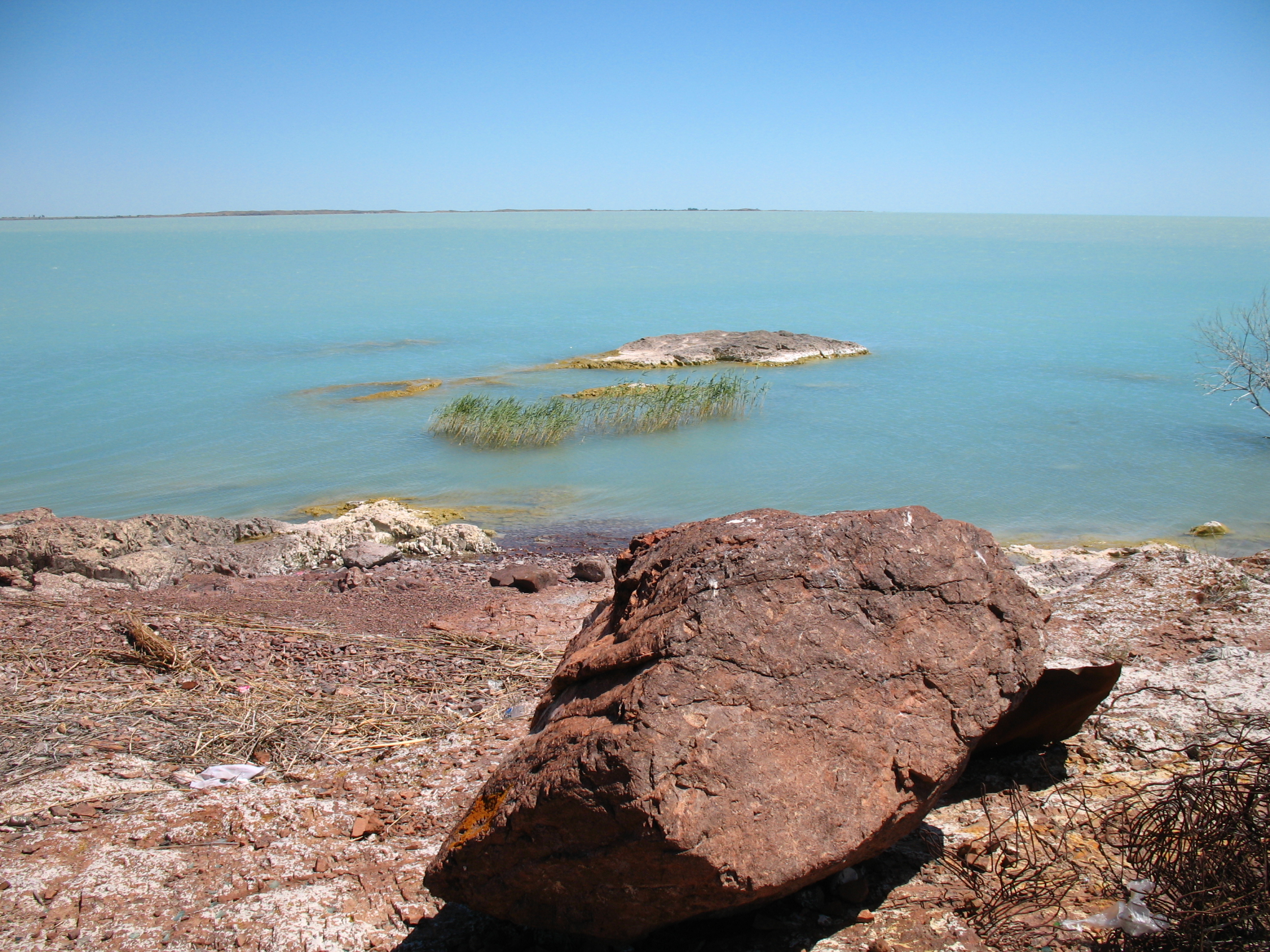
Lago Baljash, cerca de la ciudad de Priosersk.

En 1970, fue construida en el río Ili la Central Hidroeléctrica de Kapshagay, de 364 megavatios, extrayendo agua del nuevo embalse de Kapshagan para la irrigación. Las aguas del Ili también son ampliamente utilizado aguas arriba, en la provincia china de Xinjiang, para el cultivo de algodón. En la actualidad, existe un proyecto para una represa adicional contra-reguladora localizada 23 km aguas abajo de la de Kapchagay. La Central Hidroeléctrica de Kerbulak, con 49,5 MW, ayudará parcialmente a resolver el problema de proporcionar electricidad a las zonas del sur de Kazajistán y servirá como amortiguador de las fluctuaciones diarias y semanales en el nivel del agua del río Ili.
El suministro de energía a la parte suroriental de Kazajistán es un problema antiguo, con numerosas soluciones propuestas en el pasado. Las propuestas para construir plantas de energía en Balkhash a finales de 1970 y de 1980 se estancaron, y la iniciativa de erigir una planta nuclear cerca de la aldea Ulken concitó la fuerte oposición de ambientalistas y residentes. Por lo tanto, en 2008 el gobierno de Kazajistán reconsideró y anunció la construcción de una central térmica en el Balkhash.

### Navegación

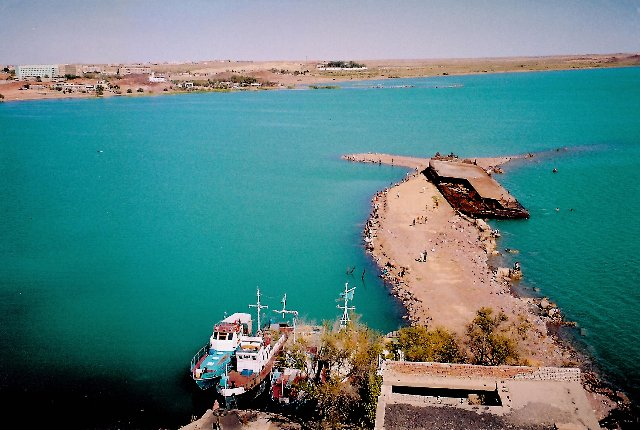
Atraque cerca de la ciudad Balkhash.

Hay un buque de navegación regular a través del lago, la boca del río Ili y el embalse Kapchagay. Los atraques principales son Burylbaytal y Burlitobe. Los barcos son relativamente ligeros debido a la limitación de profundidad en algunas partes del lago; se utilizan principalmente para la pesca y el transporte de pescado y materiales de construcción. La longitud total de vías navegables es de 978 kilómetros, y el período de navegación es de 210 días/año.
La navegación en el lago Baljash se originó en 1931 con la llegada de dos barcos de vapor y tres barcazas. En 1996, hasta 120.000 toneladas de materiales de construcción, 3500 toneladas de mineral, 45 toneladas de pescado, 20 toneladas de melones y 3500 pasajeros fueron transportados en el Baljash. Sin embargo, estos valores disminuyeron en 2004 a 1000 pasajeros y 43 toneladas de pescado. En 2004, la flota del Baljash consistía en 87 buques, entre ellos 7 buques de pasaje, 14 barcazas de carga y 15 remolcadores. El gobierno proyecta que para el año 2012, el volumen transportado en la cuenca Ili-Balkhash llegará a 233.000 toneladas de materiales de construcción, por lo menos 550.000 toneladas de ganado y productos agrícolas y al menos 53 toneladas de pescado. El desarrollo del ecoturismo se espera que aumente el tráfico de pasajeros hasta las 6000 personas por año.

## Problemas medioambientales y políticos

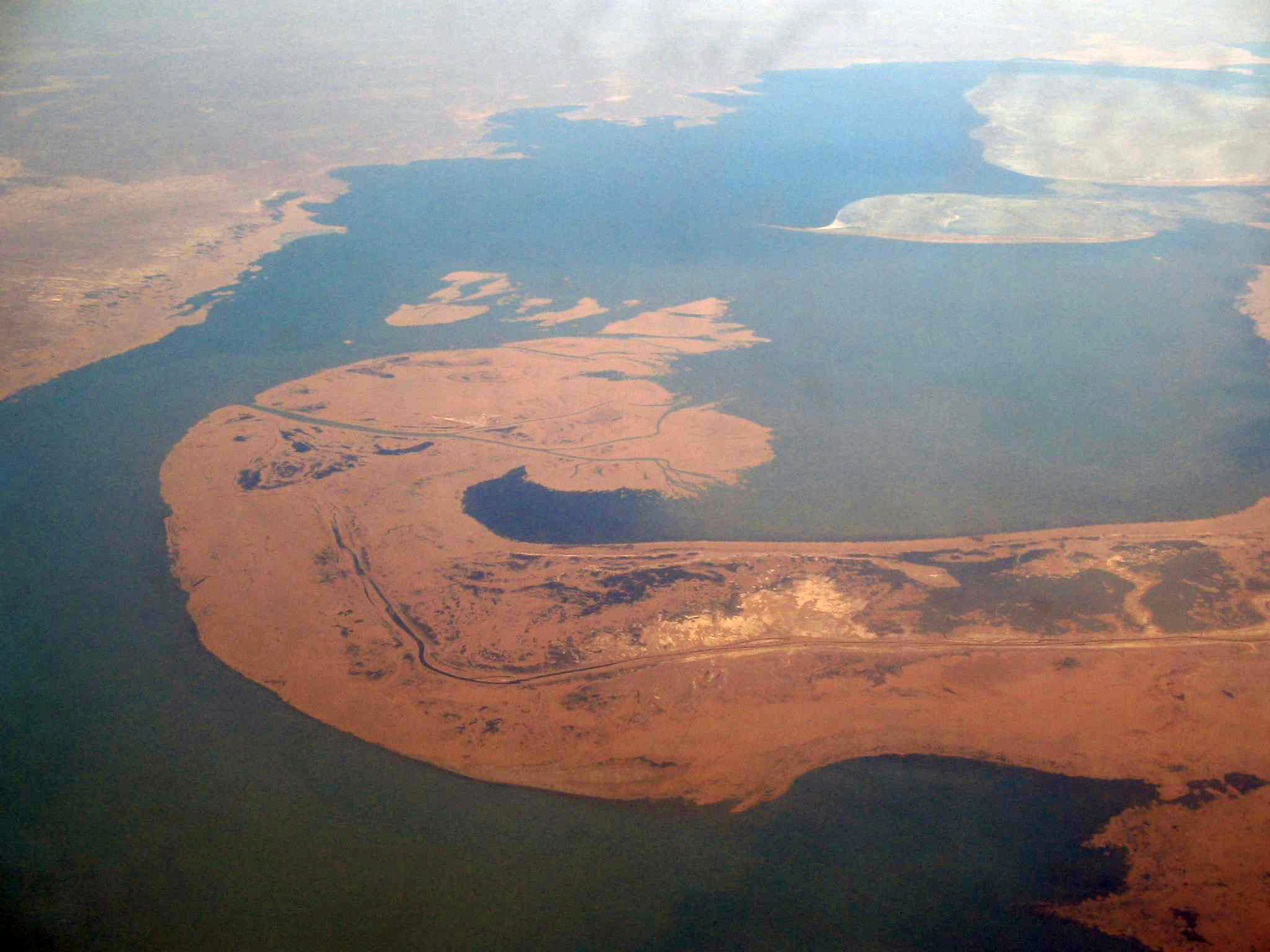
La península central del lago, vista desde el aire.

A medida que la población y el grado de industrialización en el oeste de China crece, y con las tradicionalmente pobres relaciones políticas entre la República Popular de China y Kazajistán, muy probablemente el conflicto por las limitadas aguas del río Ili se intensificará. Disputas similares sobre el uso del agua condujeron a la desecación del mar de Aral, y existen serias preocupaciones acerca de la ecología del lago, especialmente para evitar repetir tal desastre ambiental. Desde 1970, los 39 km³ de agua usados para llenar el embalse de Kapchagay propiciaron una disminución de dos tercios de la alimentación del río Ili en el lago. La consecuente disminución en el nivel del lago fue de aproximadamente 15,6 cm/año, mucho mayor que el descenso natural de 1908-46 (9,2 cm/año). La pérdida de profundidad de Baljash es especialmente evidente en su parte occidental. Desde 1972 hasta 2001, el pequeño lago salado Alakol, situado a 8 km al sur de Baljash, prácticamente ha desaparecido y la parte sur del lago ha perdido unos 150 km² de superficie de agua. De los 16 sistemas lacustres existentes alrededor del lago solo cinco permanecen. El proceso de desertificación involucra aproximadamente a un tercio de la cuenca. El polvo salino es soplado lejos desde las zonas secas, lo que contribuye a la generación de las tormentas de polvo, el aumento de la salinidad del suelo y las influencias negativas en el clima. El aumento de la formación de limo en el delta del río reduce aún más la entrada de agua al lago.
| Localización         | 1997 | 2000 | 2001 |
| -------------------- | ---- | ---- | ---- |
| Golfo de Tarangalyk  | 2.38 | 3.70 | 3.96 |
| Golfo MA Sary-Shagan | 2.56 | 4.83 | 4.52 |

Otro factor que afecta a la ecología de la cuenca Ili-Balkhash es las emisiones debidas a los procesos mineros y metalúrgicos, sobre todo en las minas y la planta metalúrgica en Balkhash operadas por Kazakhmys. En la década de 1990, el nivel de emisión fue 280 a 320.000 toneladas al año, depositando 76 toneladas de cobre, 68 toneladas de zinc y 66 toneladas de plomo en la superficie del lago. Desde entonces, la emisión casi se duplicó. Los contaminantes son también llevados desde los depósitos al aire libre de almacenamiento por las tormentas de polvo.
En el año 2000 una importante conferencia, «Balkhash 2000», reunió a científicos del medio ambiente de diferentes países, así como a representantes de las empresas y del gobierno. La conferencia adoptó una resolución y un llamamiento al gobierno de Kazajistán y a las organizaciones internacionales, sugiriendo nuevas formas de gestión de los ecosistemas de las cuencas Alakol y Balkhash. En el marco del Foro Ambiental Internacional de 2005 (International Environmental Forum) dedicado al lago Baljash, la empresa Kazakhmys anunció para 2006 la reestructuración de sus procesos, reduciendo así las emisiones en un 80-90%.
La contaminación de Balkhash se origina no solo localmente, sino que también es provocada por la entrada de aguas contaminadas procedentes de China. China también consume 14,5 km³ de agua por año a partir del río Ili, con un aumento previsto de 3,6 veces. La tasa actual de aumento es 0,5 a 4 km³/ Año. En 2007, el gobierno de Kazajistán propuso una reducción del precio de venta de productos de Kazajistán a China a cambio de una reducción del consumo de agua del río Ili, pero la oferta fue rechazada por China.